# Küçükgüve, Aksaray
Küçükgüve là một xã thuộc huyện Aksaray, tỉnh Aksaray, Thổ Nhĩ Kỳ. Dân số thời điểm năm 2010 là 85 người.